# Aristotele Fioravanti

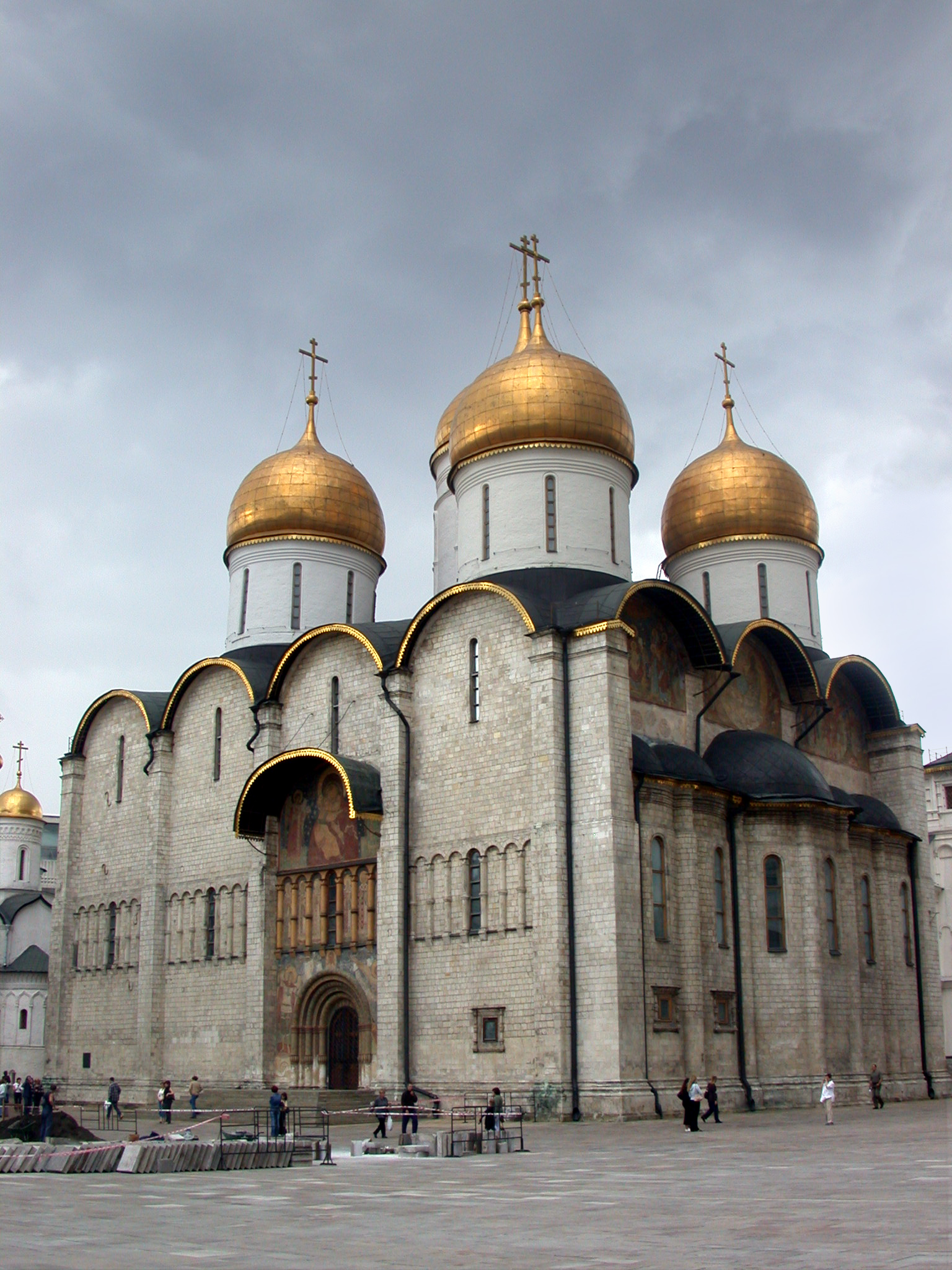
Catedral da Dormição em Moscovo.

Aristotele Fioravanti ou Fieraventi, de nome real Ridolfo Fioravanti, de alcunha Aristotile, e transcrito para russo como Фиораванти, Фьораванти, Фиеравенти, ou Фиораванте (Bolonha c. 1415 ou 1420 – c. 1486), foi um arquiteto e engenheiro italiano da época do Renascimento.
Sabe-se muito pouco dos seus primeiros anos, salvo a sua cidade natal e que a sua família era de arquitetos e engenheiros hidráulicos.
Tornou-se famoso pelas máquinas inovadoras que usou para a reconstrução das torres dos palácios das famílias nobres da sua cidade (Palazzo del Podestà, Palazzo Salaroli e Palazzo Felicini). Entre 1458 e 1467 trabalhou em Florença para Cosme de Médici o Velho, e em Milão, antes de regressar a Bolonha. Aí desenhou os planos do Palazzo Bentivoglio, mas a construção não terminou senão na década 1484-1494, por Giovanni II Bentivoglio.

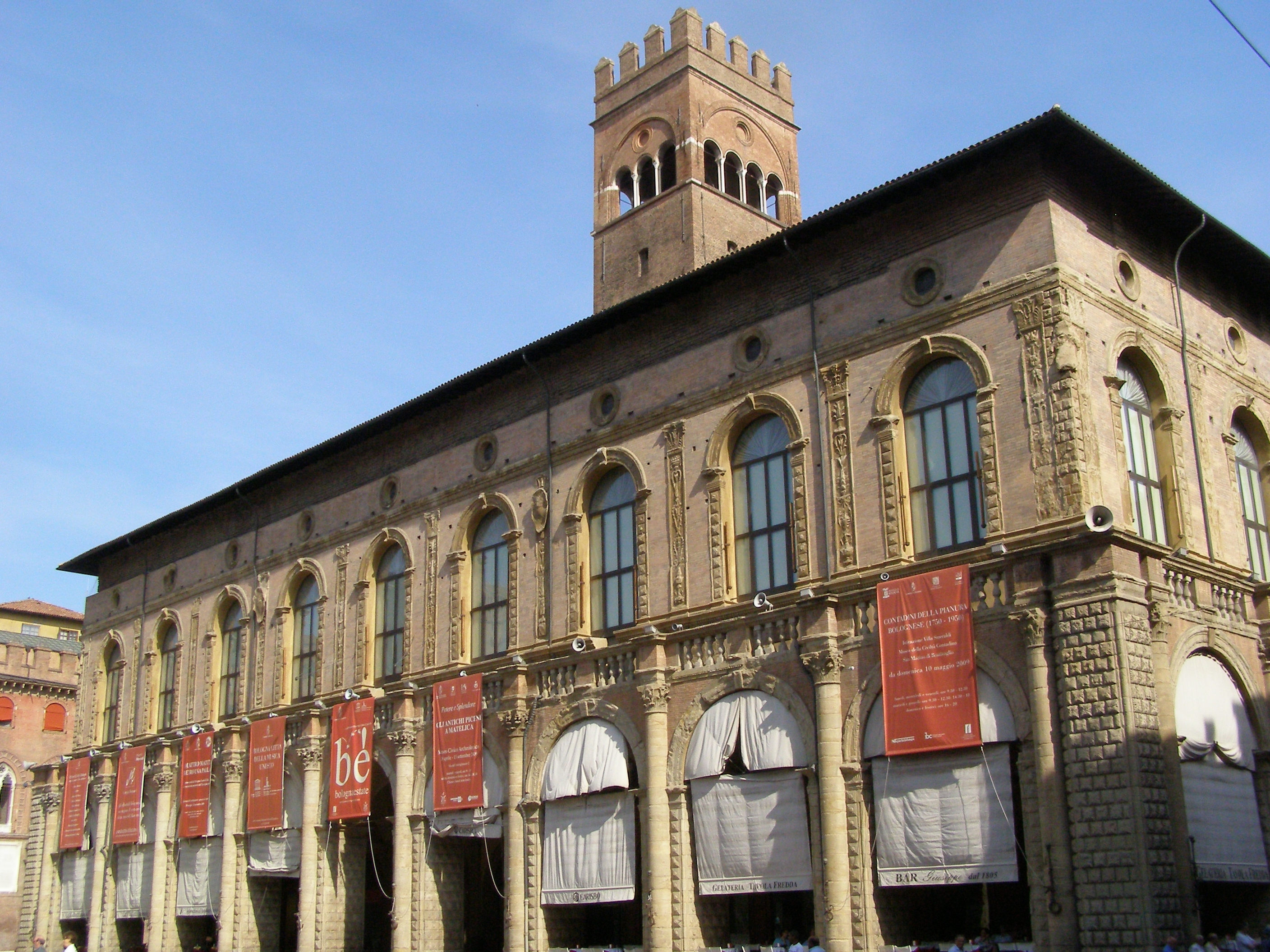
Palazzo del Podestà

Em 1467 trabalhou para o rei da Hungria Matias Corvino, tendo sido nomeado primeiro arquiteto militar do reino. Matias Corvino conceder-lhe-ia o privilégio nobiliárquico de Cavaleiro do reino. Iniciou o projeto do castelo de Buda e obteve o direito de cunhar moeda com a sua efígie, a única concedida a um estrangeiro na Hungria. Tal privilégio criou-lhe grandes problemas, quando em Roma pagava com moedas com o seu retrato, tendo sido aí preso como falsário. O próprio Matias Corvino teve de intervir em sua defesa enviando o seu embaixador ao Papa, que esclareceu o caso.
Em 1475 foi para a Rússia convidado por Ivan III por intercessão de Sofia Paleóloga e construiu no Kremlin de Moscovo a Uspensky Sobor (Catedral da Dormição, 1475-1479), inspirada na Catedral da Dormição de Vladimir.
Segundo algumas fontes, terá sido preso pelo czar quando quis regressar a Itália, e morreu na prisão. Segundo outras fontes, participou como engenheiro militar e comandante de artilharia nas campanhas contra Novgorod (1477-1478), Kazan (1482) e Tver (1485).